# Le Chanteur (chanson)
Pour les articles homonymes, voir Le Chanteur.
Singles de Daniel Balavoine
Je suis bien
(1978) Banlieue nord
(1978)
Le Chanteur est une chanson écrite, composée et interprétée en 1978 par Daniel Balavoine.
6e chanson de l'album studio 33 tours LP Le Chanteur, qui ouvre la face B, sortie en juin 1978, elle remporte un énorme succès commercial en single 45 tours, dont les ventes lui permettront d'obtenir un disque d'or.
Devenue une chanson marquante du répertoire de Balavoine, Le Chanteur est également celle qui a véritablement lancé sa carrière.
En 2024, la chanson dépasse les 10 millions de vues sur YouTube.

## Historique

### Genèse

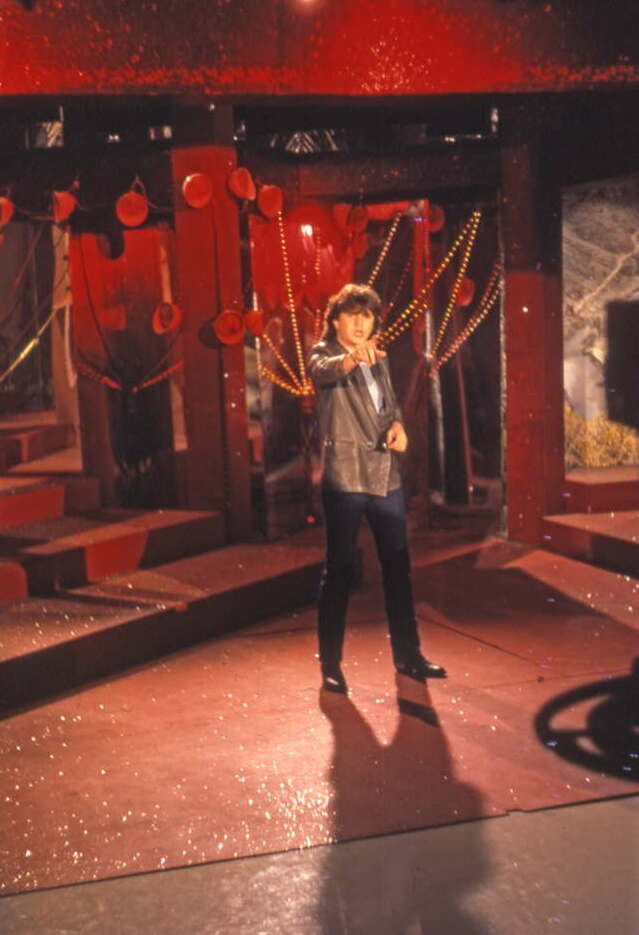
Daniel Balavoine interprétant le titre à la télévision en 1980.

En 1978, Daniel Balavoine peine à se faire connaître du grand public, malgré le succès d'estime apporté l'année précédente par le single Lady Marlène, extrait de l'album Les Aventures de Simon et Gunther.... Malgré les doutes du grand patron de sa maison de disques, Eddie Barclay, Balavoine parvient à sortir son troisième album, où figure la chanson, grâce à la détermination de Léo Missir, vice-président et responsable des services artistiques chez Barclay, qui le soutient depuis son arrivée chez Barclay.
La trompette qui ouvre la chanson a été enregistrée par erreur durant les répétitions. Le chanteur, qui désespérait à trouver un thème aux paroles de la bande-son, eut une révélation en écoutant ce passage qui lui évoqua les « trompettes de la gloire ». Le texte fut bouclé sur un coin de console en moins d'une heure[réf. nécessaire]. 

### Paroles
Au fil de cette chanson (non autobiographique), Balavoine raconte les différentes étapes de la vie et de la carrière d'un chanteur. La chanson commence par les prémices de la carrière de ce jeune artiste, ses envies et ses rêves de succès. Balavoine décrit un musicien en devenir qui prévoit déjà toute sa carrière, mais de façon fataliste : un succès immense mais éphémère, suivi d'une longue ringardisation, une déchéance au terme de laquelle « [il veut] mourir malheureux pour ne rien regretter ».
Selon Fabien Lecœuvre, auteur de Balavoine, la véritable histoire, le texte du Chanteur se moque indirectement d'Eddie Barclay, qui trouvait que le jeune chanteur, qu'il n'aimait pas, n'était pas beau, et « avait une voix de pédé ». Il ajoute même que les paroles furent écrites très vite, « en même pas une heure, à la pause déjeuner », après que Balavoine a réécouté Je m'voyais déjà de Charles Aznavour.
Dans une interview à Europe 1 en février 1984, Balavoine dit que Le Chanteur est une « chanson rigolote », « drôle au deuxième degré » par rapport à Je m'voyais déjà, selon lui « une chanson au premier degré, une chanson ambitieuse », bien qu'il soit content de la comparaison.

### Sortie et réception
Le Chanteur sort sur l'album éponyme le 1er juin 1978 comme titre d'ouverture de la face B du 33 tours, puis, en juin 1978, en face B du single 45 tours promotionnel hors-commerce Si je suis fou (également extrait de l'album). Balavoine est invité par Barclay à un déjeuner après l'enregistrement du Chanteur. Barclay lui prédit que le titre sera un échec et que ce sera le dernier qu'il produira, tout en ajoutant : « Si t'en vends plus de cent mille, je te taille une pipe ! »[source insuffisante].
Toutefois, devant l'ampleur du succès radiophonique de la chanson, notamment dû à Monique Le Marcis, programmatrice de RTL, qui s'est battue seule contre tous pour qu'il soit diffusé quotidiennement, Le Chanteur est pressé en face A du 45 tours commercialisé,. Le succès se confirme, le single s'écoule à plus de 500 000 exemplaires et est certifié disque d'or (une première pour l'artiste). Durant l'automne 1978, le succès de l'album Starmania, auquel participe Daniel Balavoine, consacre définitivement l'artiste dans son nouveau statut de vedette.
Lors de son premier passage à l'Olympia, Balavoine prend sa revanche après le succès commercial du titre, en déclarant à la maison de disques Barclay, qui vient dans sa loge : « Alors Eddy, cette petite pipe ? ».

## Liste des pistes
| 1. | Si je suis fou | 3:26 |
| 2. | Le Chanteur    | 3:51 |

| 1. | Le Chanteur    | 3:51 |
| 2. | Si je suis fou | 3:26 |

## Versions
Outre la version de 1978, il existe deux versions live de la chanson : la première est parue sur Balavoine sur scène (1981) et la seconde sur Balavoine au Palais des sports (1984). Cette dernière fut complètement réorchestrée par Balavoine pour en faire un morceau rock.

## Hommages
Mario Barravecchia, Jean-Louis Aubert, Patrick Riguelle (nl) sont les artistes ayant repris ce titre. Les candidats de la cinquième saison de Star Academy ont également fait une reprise de cette chanson. Le 8 janvier 2016, l'album Balavoine(s) regroupant plusieurs chanteurs sort sous le label Capitol Records. Emmanuel Moire, avec le morceau Le Chanteur, est l'un des artistes qui rend hommage à Daniel Balavoine, trente ans après sa mort.
Thierry Jonquet dans sa nouvelle DRH reproduit les paroles de la chanson qui vient entrecouper son récit, l'histoire de deux DRH témoins d'une agression dans un train d'un ex-taulard et de sa copine par trois jeunes gens.
Valeria Bruni Tedeschi, dans son film Les Amandiers consacré à une école de théâtre des années 1980, une école restée célèbre et qui était animée par Patrice Chéreau et Pierre Romans, fait chanter par un des jeunes apprentis-comédiens ce titre dans une vieille voiture, une façon sans doute d'évoquer à travers cette chanson l'ambition, les difficultés et la volonté de les surmonter d'une jeune génération d'artistes qui se retrouvait dans ce texte ironique, devenu un peu iconique.

## Classements et certifications
| Classement (1978-79) | Meilleure position |
| -------------------- | ------------------ |
| France (SNEP)        | 4                  |
| Europe (Europarade)  | 20                 |

| Classement (2011–2016)                                         | Meilleure position |
| -------------------------------------------------------------- | ------------------ |
| Belgique (Wallonie Ultratop 50 Singles) Back Catalogue Singles | 6                  |
| France (SNEP)                                                  | 69                 |

| Classement (1978) | Meilleure position |
| ----------------- | ------------------ |
| France (SNEP)     | 23                 |

### Certifications
| Pays          | Certification | Date | Ventes certifiées |
| ------------- | ------------- | ---- | ----------------- |
| France (SNEP) | Or            | 1978 | 500 000           |